# ホーカー ヘンリー

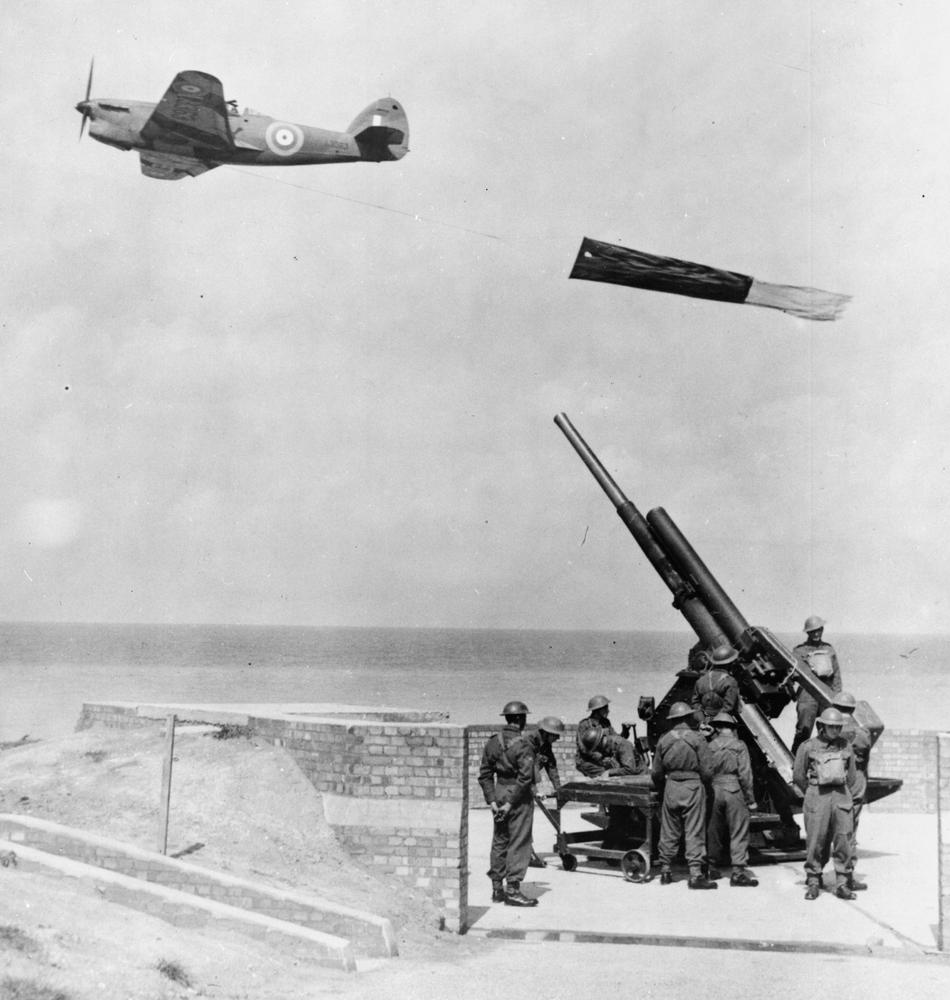
吹き流し状の標的を曳航するヘンリー

ホーカー ヘンリー （Hawker Henley）は、第二次世界大戦初期にイギリス空軍で使用されたホーカー社製の標的曳航機である。当初はハリケーンをスケールアップさせた軽爆撃機として開発されたが、イギリス空軍では単発の軽爆撃機は不要として、本機を標的曳航機として採用した。1938年から任務に就いたが、エンジンを始めとするトラブルが多く1942年には、マーチネットやデファイアントに役目を譲って退役した。

## スペック
- 全幅: 14.59 m
- 全長: 11.10 m
- 全高: 4.46 m
- 機体重量: 3,346 kg
- エンジン: ロールス・ロイス マーリン2 液冷 （1,030 hp） × 1
- 最大速度: 438 km/h
- 航続距離: 1,529 km
- 乗員: 2名